# Nikolaï Chvernik
Nikolaï Mikhaïlovitch Chvernik (en russe : Николай Михайлович Шверник) né le 7 mai 1888 (19 mai dans le calendrier grégorien) à Saint-Petersbourg et mort le 24 décembre 1970 à Moscou est un homme d'État soviétique, président du Présidium du Soviet Suprême (c'est-à-dire Président de l'URSS) du 19 mars 1946 jusqu'au 15 mars 1953. Bien que chef nominal de l'État, Chvernik avait dans la réalité peu de pouvoirs, l'autorité véritable étant détenue par Staline, secrétaire général du parti communiste, et ses proches.

## Biographie
Il est né le 7 mai 1888 (19 mai dans le calendrier grégorien) à Saint-Pétersbourg.
Chvernik adhère à la tendance bolchevik dès 1905. 
En 1924, il devient commissaire du peuple de la république socialiste fédérative soviétique de Russie (RSFSR) puis membre titulaire du comité central en 1925. 
En 1927, il quitte le comité central et est envoyé dans l'Oural pour y diriger l'organisation locale du parti. Staline trouve en lui un collaborateur loyal dans la mise en œuvre de la politique d'industrialisation à marche forcée et Chvernik revient à Moscou en 1929 en tant que président du syndicat des métallurgistes. 
Il reprend son ascension dans le parti, devenant membre du bureau d'organisation (Orgburo) et du secrétariat. Il est également premier secrétaire du Conseil central de l'Union des syndicats d'URSS de juillet 1930 à mars 1944. À ce titre, il surveille la conformité de l'action des syndicats à la ligne du parti communiste.
Il est élu membre suppléant du Politburo au XVIIIe congrès du PCUS en mars 1939.
Pendant la Seconde Guerre mondiale, Chvernik est responsable de l'évacuation de l'industrie soviétique vers l'Est, pour la soustraire à la menace de la Wehrmacht. 
Président du Soviet des nationalités depuis 1938, il devient Président du Présidium du Soviet suprême de l'URSS (c'est-à-dire chef de l'État) en 1946, succédant à ce poste à Mikhaïl Kalinine. Il est élu membre du Politburo, alors appelé Présidium du Comité central qu'en 1952 mais en est écarté dès 1953 lorsque le nombre de membres de cette instance est réduit après la mort de Staline.
À la suite de la mort de Staline, Chvernik perd son titre de chef nominal de l'État, remplacé à cette dignité par Kliment Vorochilov le 15 mars 1953. Il reprend alors ses fonctions de président de l'Union des syndicats. 
Cependant en 1956, Khrouchtchev le recommande au poste de président de la commission de contrôle du parti, chargé de la réhabilitation des victimes des purges staliniennes. Il préside ainsi de 1961 à 1963 la Commission Chvernik, chargée d'enquêter sur les mécanismes de la répression à l'époque du stalinisme.
En 1957, Chvernik redevient membre titulaire du Politburo (Présidium du Comité Central) où il dirige la Commission centrale de contrôle et le reste jusqu'à sa démission en 1966, quand il sera remplacé par Arvīds Pelše.
Il meurt le 24 décembre 1970 et est inhumé dans la nécropole du mur du Kremlin. Son épouse est décédée en 1959.

## Distinctions
- Ordre de Lénine

## Sources
- Liste des chefs d'Etat soviétiques puis russes